# Плющево (платформа)

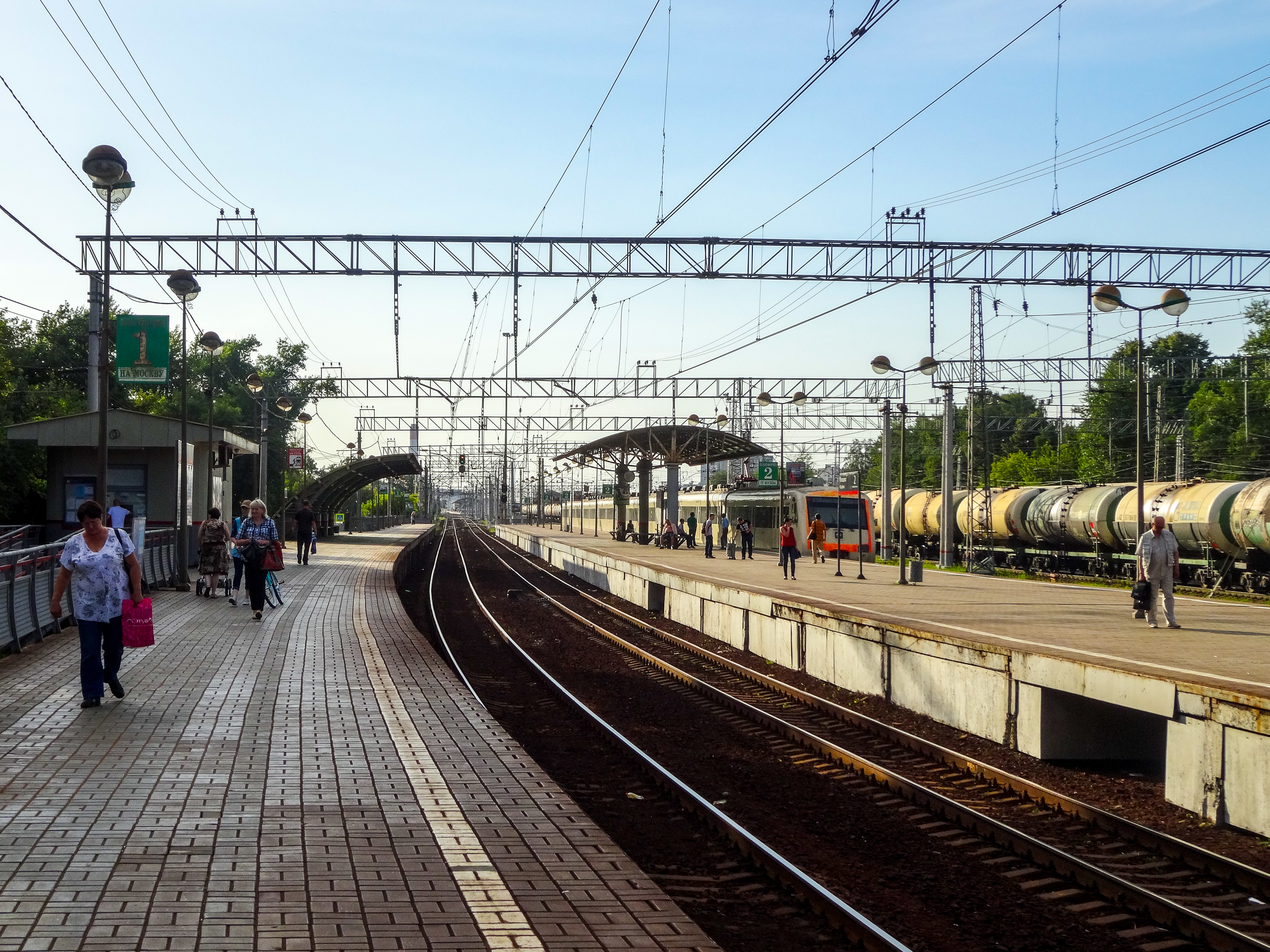
Вид на платформу Плющево до станції Перово. Липень 2014

Плющево — залізнична платформа Казанського/Рязанського напрямку Московської залізниці, у складі лінії МЦД-3, у Москві.
Виходи на вулицю Маївок, 1-й Казанський просік, до Кусковського лісопарку на Алею Першої Маївки та Кусковський просік.
Має дві платформи, сполучені підземним переходом. Вихід в місто має тільки платформа на Москву. Можливо пересування інвалідних і дитячих візків (по пандусу). На північ від платформ — товарні колії станції Перово.
Час руху з Москва-Пасажирська-Казанська становить 18 хвилин. На платформі, як правило, не зупиняються електропоїзди далеких пунктів призначення Казанського напрямку, прямуючі в межах Москви.
Станція була утворена в 1894 році.
До 1930 року станція мала назву «Шереметьєвський»так як перебувала на землях Шереметьєвих, чия садиба «Кусково» розташована неподалік.
В 1930 році станція була перейменована на честь першого голови військово-революційного комітету Московсько-Казанської залізниці Павла Плющева.
Колія на Москву може бути використана для обігу електропоїздів з боку Москва-Пасажирська-Казанська.